# Jaro (Leyte)
Jaro es un municipio filipino de tercera clase, perteneciente a la provincia de Leyte, en las Bisayas Orientales.

## Historia
El pueblo se fundó en 1851, cuando se separó del de Barugo. Hacia el año 1865, el lugar, ya por entonces perteneciente a la provincia de Leyte, tenía contabilizada una población de 5600 habitantes. Aparece descrito en el Estado geográfico, topográfico, estadístico, histórico-religioso, de la santa y apostólica provincia de S. Gregorio Magno (1865) de Félix de Huerta con las siguientes palabras:

JARO. De una visita del pueblo de Barugo se formó éste separándose de su matriz el año de 1851. Se halla situado á los 11° 8' 40" latitud, en terreno llano y despejado. Confina por N. con el pueblo de Barugo, á unas cuatro leguas; por ENE. con el de Alangalang, como á tres leguas; por S. y O. con los montes centrales de la isla y por NNO. con el de Carigara, como á cuatro leguas. Su clima es cálido y húmedo, pero no es malsano. Se surten de agua de pozos, de buena calidad. Hay caminos de herradura en direccion á los pueblos colaterales, los cuales no son muy buenos. El correo se recibe de la cabecera cuando se proporciona. La Iglesia, con la advocacion del Apóstol San Mateo, es nipa, asi como tambien la casa parroquial y el tribunal. Hay una escuela de primeras letras, dotada por las cajas de Comunidad. Se halla servido este pueblo por el R. P. Fr. Lucio Perez, Predicador, de 26 años de edad. EL término de este pueblo no tiene límites marcados por la parte S. y O., cuyo terreno montuoso abunda de buenas maderas, bejucos, palmas, raices alimenticias, cera y caza mayor y menor. El terreno cultivado produce algun arroz, mucho abacá, tabaco y algun cacao. Sus naturales se dedican á la agricultura y beneficio del abacá, cuyo artículo conducen al mercado de Carigara y otros pueblos.
(Huerta, 1865, pp. 355-356)

En 2020, tenía censados 43 758 habitantes.